# Вірус Равн
Вірус Равн (Ravn virus; RAVV) — вірус із родини філовірусів, що належить до роду Marburgvirus, є близьким родичем вірусу Марбург (MARV). RAVV викликає хворобу, яку спричинює вірус Марбург у людей і різних приматів.

## Відкриття
Вірус Равн (RAVV) був вперше описаний у 1987 році та названий на честь 15-річного данського хлопчика, який захворів і помер через одинадцять днів після появи перших симптомів. Він щойно відвідав печеру Кітум на вулкані Елгон у Кенії. Але тоді вірус вважався індетичним вірусу Марбург. У 1996 році вперше представлений як новий підтип вірусу Марбурга. У 2006 році повний аналіз генома всіх марбургвірусів виявив існування п'яти різних генетичних ліній. Геноми представницьких ізолятів чотирьох із цих ліній відрізнялися один від одного лише на 0-7,8 % на нуклеотидному рівні, тоді як представники п'ятої лінії, включаючи новий «підтип», відрізнялися від інших ліній до 21,3 %. Отже, п'яту генетичну лінію було перекласифіковано як вірус Равн (RAVV), відмінний від вірусу, представленого чотирма більш тісно пов'язаними лініями вірусу Марбург (MARV).

## Класифікація
Вірус класифікується як один із двох представників виду Marburg marburgvirus, який входить до роду Marburgvirus родини Filoviridae порядку Mononegavirales. До вірусу Равн належить вірус, який відповідає критеріям належності до виду Marburg marburgvirus, є вірусом Ravn, якщо він має властивості марбургських вірусів і якщо його геном відрізняється від генома прототипу Marburg marburgvirus, варіанту вірусу Marburg Musoke (MARV/Mus), на ≥10%, але від прототипу вірусу Ravn (варіант Ravn) на <10% на рівні нуклеотидів.